# Істомінська
Істо́мінська (рос. Истоминская) — присілок у складі Верхньокамського району Кіровської області, Росія. Входить до складу Рудничного міського поселення.
Населення становить 9 осіб (2010, 26 у 2002).
Національний склад станом на 2002 рік — росіяни 96 %.